# Flavour
Flavour oder Flavor (engl. für Aroma oder Geschmack) ist eine der Quantenzahlen von Elementarteilchen (Quarks und Leptonen) im Zusammenhang mit der schwachen Wechselwirkung. In der Theorie der elektroschwachen Wechselwirkung ist Flavour keine Erhaltungszahl, und es existieren flavourändernde Prozesse. In der Quantenchromodynamik dagegen ist es eine globale Symmetrie, und Flavour bleibt bei allen Prozessen, die nur der starken Wechselwirkung unterliegen, erhalten.
Die Flavour-Quantenzahlen der Quarks werden nach den jeweiligen Quarks als Isospin (für Up- und Down-Quarks), Charm, Strangeness, Topness (auch Truth) und Bottomness (auch Beauty) bezeichnet.
Die Bezeichnung flavour wurde erstmals 1968 im Zusammenhang mit dem Quark-Modell der Hadronen verwendet. Der Name soll von Murray Gell-Mann und Harald Fritzsch erfunden worden sein, als sie auf dem Weg zum Mittagessen an einer Eisdiele (Baskin-Robbins) vorbeigingen, welche 31 verschiedene Geschmackssorten anbot.

## Quark-Flavours
Es gibt insgesamt sechs verschiedene Quark-Flavours (je zwei pro Generation):
| Name                 | Sym- bol | Baryonen- zahl {\displaystyle B} | Ladung {\displaystyle Q} | Flavour-Quantenzahlen | Flavour-Quantenzahlen | Flavour-Quantenzahlen | Flavour-Quantenzahlen | Flavour-Quantenzahlen | Hyper- ladung {\displaystyle Y} |
| Name                 | Sym- bol | Baryonen- zahl {\displaystyle B} | Ladung {\displaystyle Q} | {\displaystyle I_{3}} | {\displaystyle C}     | {\displaystyle S}     | {\displaystyle T}     | {\displaystyle B'}    | Hyper- ladung {\displaystyle Y} |
| -------------------- | -------- | -------------------------------- | ------------------------ | --------------------- | --------------------- | --------------------- | --------------------- | --------------------- | ------------------------------- |
| Up                   | u        | +1/3                             | +2/3                     | +1/2                  | 0                     | 0                     | 0                     | 0                     | +1/3                            |
| Down                 | d        | +1/3                             | −1/3                     | −1/2                  | 0                     | 0                     | 0                     | 0                     | +1/3                            |
| Charm                | c        | +1/3                             | +2/3                     | 0                     | +1                    | 0                     | 0                     | 0                     | +4/3                            |
| Strange              | s        | +1/3                             | −1/3                     | 0                     | 0                     | −1                    | 0                     | 0                     | −2/3                            |
| Top (auch Truth)     | t        | +1/3                             | +2/3                     | 0                     | 0                     | 0                     | +1                    | 0                     | +4/3                            |
| Bottom (auch Beauty) | b        | +1/3                             | −1/3                     | 0                     | 0                     | 0                     | 0                     | −1                    | −2/3                            |

Hier ist {\displaystyle B} die Baryonenzahl, {\displaystyle Q} die elektrische Ladung (in Einheiten von e), {\displaystyle I_{3}} oder auch {\displaystyle I_{z}} die dritte Komponente des Isospins, {\displaystyle S} die Strangeness, {\displaystyle C} der Charm, {\displaystyle B'} die Bottomness (der Apostroph in {\displaystyle B'} dient zur Unterscheidung von der Baryonenzahl {\displaystyle B}), {\displaystyle T} die Topness und {\displaystyle Y} die Hyperladung.
Dabei sind die Flavour-Quantenzahlen über die Anzahlen der jeweiligen Quarks definiert:
{\displaystyle {\begin{array}{ccl}I_{3}&=&{\big (}(n_{u}-n_{\bar {u}})-(n_{d}-n_{\bar {d}}){\big )}/2\\C&=&n_{c}-n_{\overline {c}}\\S&=&n_{\overline {s}}-n_{s}\\T&=&n_{t}-n_{\overline {t}}\\B'&=&n_{\overline {b}}-n_{b}\\\end{array}}}
Die Vorzeichenkonvention ist dabei so gewählt, dass für Quarks vom Up-Typ (u, c, t) die jeweilige Flavour-Quantenzahl positiv ist, hingegen für Quarks vom Down-Typ (d, s, b) negativ. Für die Antiquarks ist das Vorzeichen immer gerade andersherum als für das jeweilige Quark, für alle anderen Elementarteilchen ist das jeweilige Flavour 0.
Hadronen erhalten ihren Flavour von den Valenzquarks, dies ist die Grundlage des Eightfold Way und des Quark-Modells.
Für Hadronen und Quarks gilt die Gell-Mann-Nishijima-Formel
{\displaystyle Q=I_{3}+{\frac {Y}{2}}\ \ \mathrm {mit} \ \ Y=B+S+C+B'+T}.

### Geschichte
Gewöhnliche Materie, die aus Protonen und Neutronen besteht, wird durch den Isospin, bzw. die beiden Quark-Flavours Up (u) und Down (d) beschrieben. Seltsame Materie machte später die Einführung des s-Quarks und der ihm entsprechenden Quantenzahl Strangeness nötig. Entsprechend der Isospin-Symmetrie vermuteten 1964 James Bjorken und Sheldon Glashow, dass es als Partner zur Strangeness eine weitere Quantenzahl geben müsse, die sie Charm nannten. Das von ihnen postulierte Orthocharmonium (analog dem Orthopositronium) wurde 1974 beim BNL als J und beim SLAC unter dem Namen ψ entdeckt (J/ψ-Meson).

## Lepton-Flavours
Leptonen treten ebenfalls in sechs Flavours (je zwei pro Leptonenfamilie) auf:
| Name              | Sym- bol                            | Baryonen- zahl {\displaystyle B} | Ladung {\displaystyle Q} | Flavour-Quantenzahlen | Flavour-Quantenzahlen    | Flavour-Quantenzahlen     |
| Name              | Sym- bol                            | Baryonen- zahl {\displaystyle B} | Ladung {\displaystyle Q} | {\displaystyle L_{e}} | {\displaystyle L_{\mu }} | {\displaystyle L_{\tau }} |
| ----------------- | ----------------------------------- | -------------------------------- | ------------------------ | --------------------- | ------------------------ | ------------------------- |
| Elektron          | {\displaystyle e}                   | 0                                | −1                       | +1                    | 0                        | 0                         |
| Elektron-Neutrino | {\displaystyle \nu _{\mathrm {e} }} | 0                                | 0                        | +1                    | 0                        | 0                         |
| Myon              | {\displaystyle \mu }                | 0                                | −1                       | 0                     | +1                       | 0                         |
| Myon-Neutrino     | {\displaystyle \nu _{\mu }}         | 0                                | 0                        | 0                     | +1                       | 0                         |
| Tau               | {\displaystyle \tau }               | 0                                | −1                       | 0                     | 0                        | +1                        |
| Tau-Neutrino      | {\displaystyle \nu _{\tau }}        | 0                                | 0                        | 0                     | 0                        | +1                        |

{\displaystyle L_{f}} ist hier die jeweilige Leptonenfamilienzahl für die Familien {\displaystyle f=e}, {\displaystyle \mu } und {\displaystyle \tau }. Ihre Summe ergibt die Leptonenzahl {\displaystyle L=L_{\mathrm {e} }+L_{\mu }+L_{\tau }}.
Antiteilchen haben gegenüber den korrespondierenden Teilchen entgegengesetzte Quantenzahlen. So hat zum Beispiel das Positron (das Anti-Elektron) die Quantenzahlen {\displaystyle L_{\mathrm {e} }=-1} und {\displaystyle Q=+1}.

## Generationen
Wenn man (Quark-)Generationen und (Leptonen-)Familien als prinzipiell gleichwertig betrachtet, dann lassen sich auch die Leptonen in ungeladene (Neutrinos) und elektrisch geladene Leptonen einteilen. Zusammengefasst sind diese drei Familien oder Generationen mit je zwei Arten von Teilchen:
|          |                       | Ladung {\displaystyle Q}                                                                   |                             | Drei Generationen                                                         | Drei Generationen                                                               | Drei Generationen                                                                 |
| -------- | --------------------- | ------------------------------------------------------------------------------------------ | --------------------------- | ------------------------------------------------------------------------- | ------------------------------------------------------------------------------- | --------------------------------------------------------------------------------- |
| Quarks   | {\displaystyle B=1/3} | {\displaystyle \left({\begin{array}{c}+{\frac {2}{3}}\\-{\frac {1}{3}}\end{array}}\right)} | up-artig down-artig         | {\displaystyle \left({\begin{array}{c}u\\d\end{array}}\right)}            | {\displaystyle \left({\begin{array}{c}c\\s\end{array}}\right)}                  | {\displaystyle \left({\begin{array}{c}t\\b\end{array}}\right)}                    |
| Leptonen | {\displaystyle L=1}   | {\displaystyle \left({\begin{array}{c}0\\-1\end{array}}\right)}                            | Neutrinos geladene Leptonen | {\displaystyle \left({\begin{array}{c}\nu _{e}\\e^{-}\end{array}}\right)} | {\displaystyle \left({\begin{array}{c}\nu _{\mu }\\\mu ^{-}\end{array}}\right)} | {\displaystyle \left({\begin{array}{c}\nu _{\tau }\\\tau ^{-}\end{array}}\right)} |

Um chirale Anomalien zu verhindern, muss die Anzahl der Familien von Quarks und Leptonen übereinstimmen.
Ein Fermion des jeweiligen Flavours ist ein Eigenzustand des schwach wechselwirkenden Teils des Hamilton-Operators: Jedes Teilchen wechselwirkt in charakteristischer Weise mit den Vektorbosonen W± und Z0. Andererseits ist ein Fermion mit bestimmter Masse (d. h. ein Eigenzustand des kinematischen Teils des Hamilton-Operators) eine Überlagerung verschiedener Flavour-Zustände. Daraus folgt, dass sich der Flavour-Zustand eines Teilchens ändern kann, während es sich frei bewegt. Die Transformation von der Flavour-Basis zur Massen-Basis erfolgt bei Quarks durch die Cabibbo-Kobayashi-Maskawa-Matrix (CKM-Matrix). Für Leptonen existiert analog die Maki-Nakagawa-Sakata-Matrix (MNS-Matrix).
Ab drei Familien erlaubt die CKM-Matrix eine Verletzung der CP-Invarianz.

## Erhaltungsgrößen
Absolut erhalten bleiben z. B.:
- die elektrische Ladung {\displaystyle Q}
- die Differenz von Baryonenzahl und Leptonenzahl: {\displaystyle B-L} (eine von der Schwachen Hyperladung verschiedene {\displaystyle U(1)}-Symmetrie)

Unter der starken Wechselwirkung bleiben alle Flavour-Quantenzahlen erhalten.